# Friedrich Wessely (Theologe)
Friedrich Wessely (* 12. Mai 1901 in Wien; † 6. Dezember 1970 ebenda) war ein römisch-katholischer Theologe, Universitätsprofessor und Gründer der Legion Mariens in Österreich.

## Leben
Sein Vater war der aus Bilin stammende Camillo Wessely († 1946), seine Mutter war die in Kaposvár geborene Gisela Gulyas († 1926). Er kam als jüngstes von drei Kindern zur Welt. Er schloss das Hernalser Gymnasium Geblergasse 1920 mit der Matura ab und begann im gleichen Jahr das Studium an der medizinischen Fakultät der Universität Wien, wechselte aber nach kurzer Zeit zum Studium der Geschichte und Kunstgeschichte. 1923 wurde er als ordentliches Mitglied in das Institut für Österreichische Geschichtsforschung aufgenommen.
1923/24 hielt er sich in Rom auf, wo er am Vatikanischen Archiv Studien über die Politik Papst Pauls V. durchführte. Mit einer Dissertation über diese Thematik wurde er am 25. März 1926 zum Doktor der Philosophie promoviert. 1924/25 erforschte er die Kirchenpolitik Kaiser Josephs I. Diese Arbeit diente als Grundlage für die Staatsprüfung im Sommer 1925.

### Priester
Die Predigten von P. Friedrich Kronseder SJ, der sich von 1920 bis 1923 in Wien aufgehalten hatte, machten auf ihn einen großen Eindruck und bewogen Wessely, im Herbst 1926 in das Wiener Priesterseminar einzutreten und mit dem Studium der katholischen Theologie zu beginnen. Am 13. Juli 1930 wurde er von Kardinal Piffl zum Priester geweiht.
Von 1930 bis 1933 wirkte er als Kaplan der Pfarre St. Othmar in Mödling, ab 1. Oktober 1933 war er Studienpräfekt am Wiener Priesterseminar. Hier begann er mit dem Studium der Mystik und wurde mit einer Dissertation über die Vollkommenheitslehre Meister Eckharts am 29. Mai 1936 zum Doktor der Theologie promoviert. Von 1934 bis zur Einstellung im Jahr 1940 schrieb er regelmäßig Beiträge in der monatlich erscheinenden Korrespondenz des Priester-Gebetsvereins. Am 1. Oktober 1937 wurde er zum Spiritual des Priesterseminars ernannt. Am 3. Juni 1938 wurde seine Arbeit über Johannes vom Kreuz als Habilitation für Moral und Mystik angenommen.

### Universitätsprofessor
Am 14. Jänner 1939 erhielt er die Lehrbefugnis und begann im Sommersemester 1939 mit Vorlesungen über Die Geschichte des Frömmigkeitslebens in der Neuzeit an der Universität Wien. Bereits im Jänner 1940 musste er diese Vorlesungen beenden, weil ihm die nationalsozialistischen Machthaber die Lehrbefugnis ohne Angabe eines Grundes entzogen. Zwar blieb das Wiener Priesterseminar von einer Aufhebung durch die Nationalsozialisten verschont, jedoch wurden die meisten Seminaristen zum Militärdienst eingezogen. Wessely wurde daher ab 1942 mit der Seelsorge in verschiedenen Wiener Frauenklöstern und mit der Abhaltung von Seminaren und Einkehrtagen im Rahmen der Theologischen Kurse für Laien betraut.
In dieser Zeit lernte Wessely die Schriften Kardinal Bérulles und die „Französische Schule“ kennen, die im 17. Jahrhundert eine innere Erneuerung des französischen Klerus anstrebte. Dabei wurde er auch mit Ludwig Maria von Montforts „Vollkommene Andacht zu Maria“ bekannt. Die am 31. Oktober 1942 durch Papst Pius XII. vollzogene Weihe der Welt an das Unbefleckte Herz Mariens war für Wessely der letzte Anstoß, seine Pläne zur Neugestaltung der Priesterausbildung im Wiener Priesterseminars zu verwirklichen. Er gründete das Oratorium Sanctissimae Trinitatis (deutsch Oratorium der heiligsten Dreifaltigkeit), das 1943 vom damaligen Generalvikar der Erzdiözese Wien, Franz Kamprath, provisorisch genehmigt wurde. Dieser Priestergemeinschaft gehörten u. a. Hans Groër und Karl Hörmann, Franz Kamprath, Johann Kurz und Franz Sotola  an. Nach Kriegsende nahm der damalige Regens des Wiener Priesterseminars, Walter Taubert, Wesselys Pläne zur Umgestaltung der Priesterausbildung nicht an. Daher legte Wessely sein Amt als Spiritual zurück und konzentrierte sich auf die Lehrtätigkeit an der Universität Wien, wo er im Oktober 1945 Lehrbeauftragter und 1946 außerordentlicher Professor für Christliche Philosophie und Mystik an der theologischen Fakultät wurde.
Am 2. September 1945 übersiedelte er in das Kloster der Salesianerinnen am Rennweg in Wien III, wo er bis zu seinem Tod wohnte. Im November 1946 wurde er zum Beichtvater der Schwestern bestellt, ab 1. Dezember 1947 war er Kirchenrektor der dortigen Heimsuchungskirche.

### Legion Mariens
1948 hielt er eine Predigtreihe über „Das Geheimnis Mariens“, für die er in ganz Wien durch Plakate warb und die am 28. April ihren Abschluss in der „Vollkommenen Hingabe an Jesus durch Maria“ fand. Im selben Jahr lernte Wessely die Legion Mariens kennen und erkannte, dass sich deren Ziele mit seinen Bemühungen deckten. Am 24. Jänner 1949 erhielt er von Kardinal Theodor Innitzer die Erlaubnis zur Gründung der Legion in Österreich und wurde zum Geistlichen Leiter des ersten Präsidiums der Legion Mariens ernannt. Am 2. Februar wurde das erste Präsidium in Wien gegründet, am 24. Juli die erste Curia in Wien errichtet und mit der Ausbreitung der Legion in den anderen Bundesländern Österreichs begonnen. Im folgenden Jahr konnte die Curia zu einem Senatus umgewandelt werden. Das erste Senatustreffen fand am 25. Juli 1950 statt, Wessely wurde Geistlicher Leiter.
Im Mai 1951 gründete der die Legionszeitschrift Regina Legionis (deutsch: Königin der Legion), für die er in den folgenden Jahren einen Großteil der Beiträge verfasste.
Durch Briefe an die katholischen Priester und durch mehrere Artikel in theologischen Zeitschriften machte er die Legion Mariens in Österreich bekannt. Ein wichtiges Anliegen war ihm die religiöse Fortbildung der Legionäre. Im Oktober 1951 errichtete er in Maria Sorg im Irenental bei Untertullnerbach ein Exerzitienhaus.
Am 16. Juli 1954 veranstaltete er einen Legionskongress im Kloster Sacré-Coeur in Wien und nützte die Wallfahrten nach Mariazell während des Marianischen Jahres für eine verstärkte Werbung.
Ab 1954 wurde Wessely zusätzlich Kirchenrektor für die Kirche am Hof in Wien I. Ab 1955 gab er das Jahrbuch der Mystischen Theologie heraus.
Im selben Jahr bekam er Kenntnis von zweifelhaften Praktiken der Legionäre in anderen Ländern. Wessely teilte diese Sorgen dem Gründer der Legion, Frank Duff, mit.  Ein mehrere Monate dauernder Briefwechsel konnten Wesselys Zweifel zerstreuen. Er unternahm in den folgenden Jahren weitere Anstrengungen, die Legion auszubreiten. Im März 1960 erlitt er einen ersten Schlaganfall und trat als Universitätsprofessor vorzeitig in den Ruhestand.
Im Senatus der Legion Mariens brach in diesem Jahr eine Diskussion über die Methoden der Legion Mariens aus. Man warf Wessely vor, dass er zu streng sei. Wessely trat von seinem Amt als Geistlicher Leiter zurück und Heribert Bastel wurde sein Nachfolger. Ein Gesandter des Conciliums in Dublin visitierte den Senatus in Wien und nach einer Neuwahl der Senatusamtsträger wurde Wessely ab 1961 wieder Geistlicher Leiter.
Ab 1967 war es für Wessely immer schwieriger, mit den Senatusamtsträgern zusammenzuarbeiten. Er war daher ab 1969 fast nur mehr als Geistlicher Leiter der Curien außerhalb Wiens tätig. Aus gesundheitlichen Gründen schlug er Hans Hermann Groër als neuen Geistlichen Leiter des Senatus vor; die Ernennung Groërs erfolgte 1970. Wessely blieb weiterhin Redakteur der Regina Legionis. Ab 1969/70 gab er die Zeitschrift Unser Ziel – Unser Weg heraus.
Er starb am 6. Dezember 1970 und wurde am 11. Dezember am Wiener Zentralfriedhof in einem Priestergrab der Erzdiözese Wien beigesetzt.

## Werke
- Johannes vom Kreuz, der Lehrer des vollkommenen Lebens. Mayer & Co, Wien 1938
- Leben aus Gott und für Gott. Kösel-Pustet, München 1940
- Dr. Lothar Kugler. Der Kaplan von St. Othmar in Mödling. Herder, Wien 1948
- Die Beichte als Heiligungsmittel. Herder, Wien 1949
- Wagnis für Gott. Wesen und Wirksamkeit der Legion Mariens. Selbstverlag, Wien 1949
- Eins mit Gott durch Maria. Lichiner, Wien 1950
- Die Legion Mariens. Habbel, Wien 1951
- Der Aufstieg der Seele zu Gott nach dem Geistlichen Gesang des hl. Johannes v. Kreuz. Habbel, Wien 1951
- Hrsg. von Johannes vom Kreuz, Aufstieg zum Berge Karmel. 3 Bde. Heiler, Wien 1953
- P. M. Gabriel (Pseudonym Wesselys): Ohne Licht auf dunklem Pfad. Tage der Besinnung für fromme und unfromme Leute. Heiler, Wien 1960
- Die Legion und der Legionär. Kurze Einführung in das Handbuch der Legion. Heiler, Wien 1961
- Wozu beruft mich Gott? Heiler, Wien 1961
- Die Legion Mariens, ihr Werden und Wachsen. Heiler, Wien 1964
- Gott hat unser Land gesegnet. Heiler, Wien 1964

### Artikel in Zeitschriften (Auswahl)
- Korrespondenz des Priester-Gebetsvereins. 1934–1940, 1949 und 1951
- Jahrbuch für Mystische Theologie. 1955–1968
- Regina Legionis. 1981–1970
- Unser Weg – Unser Ziel. 1970–1972

### Postum erschienen
- Allocutiones 1952. Geistliche Unterweisung für das Präsidium Königin des Weltalls der Legion Mariens. Privatdruck, Wien 1971
- Allocutiones 1954. Geistliche Unterweisung für das Präsidium Königin des Weltalls der Legion Mariens. Privatdruck, Wien 1971
- Das Geheimnis Mariens. Acht Predigten. Privatdruck des Senatus der Legion Mariens in Österreich, Wien 1973 (Wiedergabe der Predigten, die Wessely vom 21. – 28. April 1948 hielt)
- Geist und Leben der Legio Mariae. Privatdruck des Senatus der Legion Mariens in Österreich, Wien 1974